# Gregory Cohen (chef cuisinier)
Pour les articles homonymes, voir Cohen et Gregory Cohen.
Vous pouvez aider à l'améliorer ou bien discuter des problèmes sur sa page de discussion.
- Cet article biographique nécessite des références supplémentaires pour assurer sa vérifiabilité. (Marqué depuis novembre 2020)
- Il n’est pas rédigé dans un style encyclopédique. (Marqué depuis février 2021)

- Archive Wikiwix
- Bing
- Cairn
- DuckDuckGo
- E. Universalis
- Gallica
- Google
- G. Books
- G. News
- G. Scholar
- Persée
- Qwant
- (zh) Baidu
- (ru) Yandex
- (wd) trouver des œuvres sur Wikidata

Gregory Cohen, né le 16 mars 1968 à Neuilly-sur-Seine, est un chef cuisinier, entrepreneur, animateur et auteur culinaire français. 
Il s’est fait connaître du grand public grâce à ses participations à plusieurs émissions télévisées culinaires (Le Mag de la Santé, Le Meilleur Pâtissier, Chéri(e), c’est moi le chef !), mais aussi avec sa chronique hebdomadaire dans l’émission Grand bien vous fasse sur France Inter, son engagement dans la promotion du bien manger, et ses projets gastronomiques innovants.

## Carrière
En 2013, il lance son premier restaurant le BAB, un bar à burger gastro. La même année, en partenariat avec Pierre et Vacances, il crée le CAB :  un camion à Burger qui fait le tour de Paris et de sa banlieue proche.
Il devient consultant pour plusieurs hôtels de luxe, et prend la direction des cuisines de l'Hôtel Mom'Art en 2017, ainsi que de l’Hôtel Bowmann et le restaurant 99 Haussmann en 2018.

## Cuisine Solidaire
Septembre 2018, Grégory Cohen participe à l’opération Repas toqué pour changer l’alimentation en milieu hospitalier. 

## Publications
- À la folie de Raphaële Marchal, 60 pâtissiers et leurs gâteaux signatures, novembre 2016
- Les Dîners romantiques de 15 chefs de Paris, de Marina Bublik & Olga Bublik, janvier 2020
- Les 60 classiques de la pâtisserie au Nutella, octobre 2020
- Partage avec Ali Rebeihi, 2023